# William van Dijck
William van Dijck, född den 24 januari 1961 i Leuven, är en belgisk före detta friidrottare som tävlade i hinderlöpning.
van Dijcks främsta meriter är två bronsmedaljer. Den första vann han vid VM 1987 i Rom och den andra vid EM 1994 i Helsingfors. Han blev vidare femma vid både Olympiska sommarspelen 1988 och EM 1990. Dessutom blev han nia vid Olympiska sommarspelen 1992.

## Personliga rekord
- 3 000 meter hinder - 8.10,01 från  1986